# Sabatia difformis
Sabatia difformis är en gentianaväxtart som först beskrevs av Carl von Linné, och fick sitt nu gällande namn av George Claridge Druce. Sabatia difformis ingår i släktet Sabatia och familjen gentianaväxter. Inga underarter finns listade i Catalogue of Life.